# 沙特尔站
沙特尔站是法国的一个铁路车站，位于法國中北部城市，厄尔-卢瓦省省会沙特尔。

## 地理位置
沙特尔站位于沙特尔市区内，车站大致呈西南-东北走向，开口朝东南。

## 车站历史

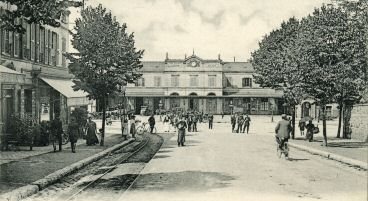
十九世纪末期的沙特尔站

沙特尔站最初建于1849年，和法国西北部铁路大动脉巴黎－布雷斯特铁路同时建成运营。
1933年，由法国建筑师亨利·帕孔设计的沙特尔站新站舍投入使用。

## 停靠线路
以下列车线路停靠沙特尔站：
| 沙特尔站列车线路表   |              |                     |                             |              |
| 线路                 | 车种         | 上一站              | 下一站                      | 大致运行频率 |
| 巴黎—沙特尔          | 法国大区列车 | 曼特农/拉维莱特圣佩 | （终点）                    | 每天10趟左右 |
| 巴黎—诺让勒赫图      | 法国大区列车 | 曼特农              | 阿米利维雷/厄尔河畔维尔库尔 | 每天3趟左右  |
| 巴黎—勒芒            | 法国大区列车 | 曼特农              | 厄尔河畔维尔库尔            | 每天7趟左右  |
| 沙特尔—布鲁/库尔特兰 | 法国大区列车 | （起点）            | 吕塞                        | 每天4~9趟    |
| 1.                   |              |                     |                             |              |

## 配套交通

### 城际客运
| 停靠沙特尔站的大巴车            |                                 | |
| 上下车地点                      | 运营单位                        | 主要目的地                                                                                                |
| 沙特尔汽车站 （沙特尔站西南侧） | 厄尔-卢瓦省城际客运 Transbeauce | 奥尔良、德勒、沙托丹、沃武、莱-卢瓦河畔克卢瓦埃、图里、蒂默赖地区沙托纳、拉弗尔泰维当                     |
| 沙特尔汽车站 （沙特尔站西南侧） | SNCF                            | 图尔、沙托丹、旺多姆、沙托雷诺尔 （当某条铁路线施工或罢工时，SNCF可能也会提供途径该线路沿途站点的大巴车） |
| 1. 2. 3.                        |                                 | |

### 市内交通
| 沙特尔站附近的市内公交线路 |              |                   |
| 公交车站名称               | 位置         | 停靠线路          |
| Gare                       | 沙特尔站门口 | 1~9路、11路和13路 |
| 1.                         |              |                   |

## 临近车站
| 沙特尔站（Gare de Chartres）   |                    |              |
| 上行车站                       | 线路               | 下行车站     |
| 拉维莱特圣佩站                 | 巴黎－布雷斯特铁路 | 阿米利维雷站 |
| （起点）                       | 沙特尔－波尔多铁路 | 吕塞站       |
| （起点）                       | 沙特尔－奥尔良铁路 | （货运）     |
| - 本表仅显示运营中的线路及车站 |                    |              |